# Avenida Francisco Deslandes

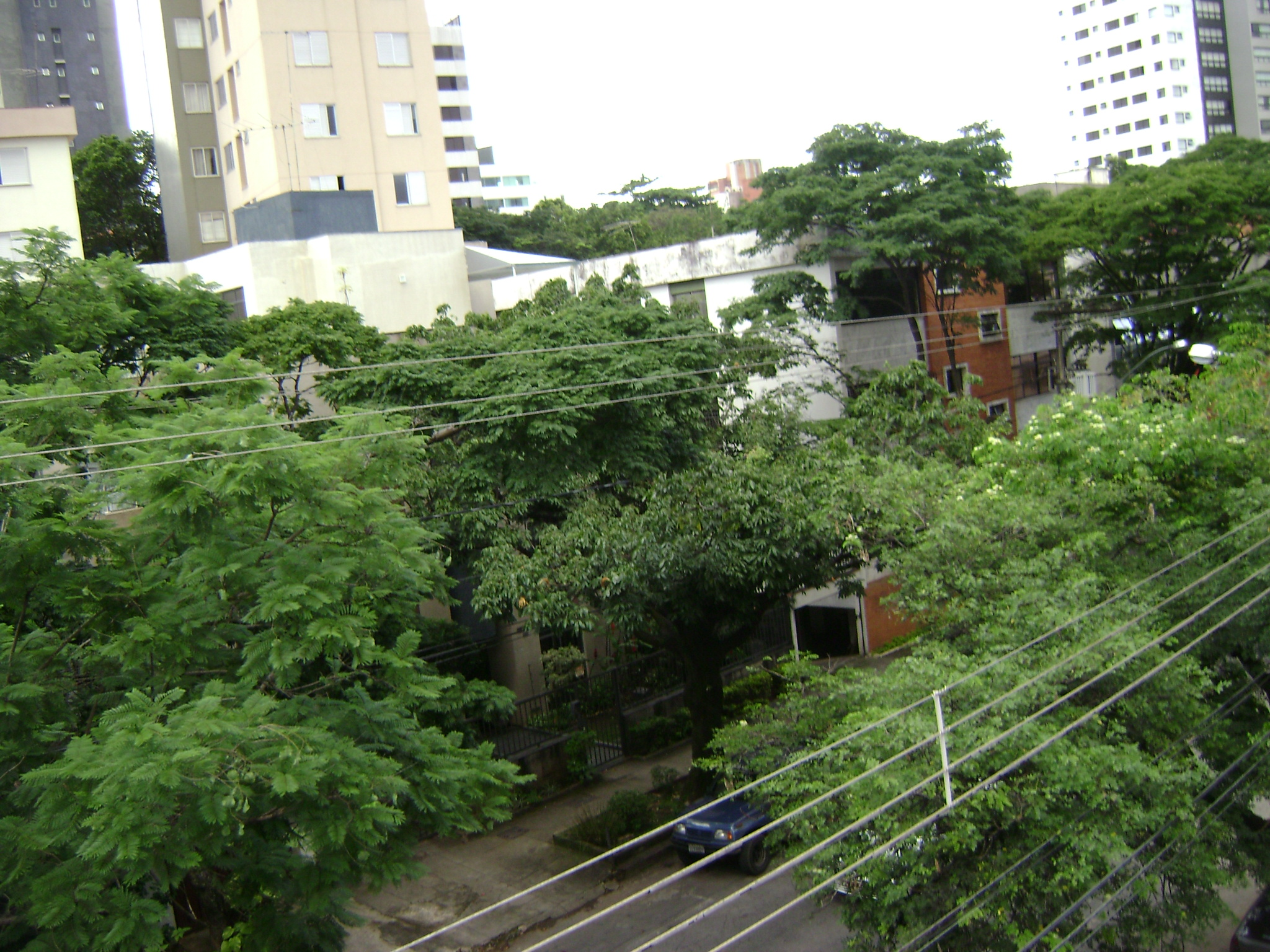
Vista da rua Francisco Deslandes.

A Rua Francisco Deslandes é uma via situada no bairro Anchieta, responsável por conectar o Parque Julien Rien ao bairro do Cruzeiro.
Por baixo da rua passa o corrégo do Gentio, que nasce na serra do Curral. Tal córrego passou por reformas em meados do ano de 2008, para aumentar a vazão de água. 
Na rua fica o Shopping Plaza Anchieta.